# أمريكا المفتوحة 2006 (كرة مضرب)
قائمة بالأبطال في بطولة 2006 أمريكا المفتوحة:

## الكبار

### فردي رجال
روجيه فيدرير هزم  أندي روديك 6-2 4-6 7-5 6-1

### فردي سيدات
ماريا شاربوفا هزم  جوستين إنين 6-4 6-4

### زوجي رجال
مارتين دام و ليندر بايس هزم  يوناس بورغمان و ماكس ميرناي 6-7 (5) 6-4 6-3

### زوجي سيدات
ناتالي ديتشي و فيرا زفوناريفا هزم  دينارا سافينا و كاترينا سريبوتنيك 7-6(5) 7-5

### زوجي مختلط
بوب براين و مارتينا نافراتيلوفا هزم  مارتين دام و كفيتا بيسشكي 6-2 6-3

## الشباب

### فردي أولاد
دوسان لودجا هزم  بيتر بولانسكي 7-6(4) 6-3

### فردي بنات
أناستزايا بافليشنكوفا هزم  تاميرا باسزكي 3-6 6-4 7-5

### زوجي أولاد
جيمي هنت و ناتانيلا شنغ هزم  جارمير جينكينس و أوستن كراجايكيك 6-3 6-3

### زوجي بنات
ميهائيلا بوزارنيسكو و لوانا رالوكا أولارو هزم  شارون فيشمان و أناستزايا بافليشنكوفا 7-5 6-2

## وصلات خارجية
- أمريكا المفتوحة 2006